# Austrian Padel Union
Die Austrian Padel Union (APU) ist die Dachorganisation für Padel in Österreich. Sitz des Verbandes ist Wien. Die Padel-Allianz entstand durch den Zusammenschluss der Austrian Padel Union (APU) mit dem Österreichischen Padelverband (ÖPV).

## Ziele
Die Austrian Padel Union baut die Landesverbandsstrukturen in Österreich aus. Für Nachwuchsspieler werden bessere Trainingsmöglichkeiten geschaffen. Die APU richtet nationale und internationale Turniere in Österreich aus und fördert Padel als Schulsport durch die Kooperation mit Schulen.

## Struktur
Während es 2020 nur rund 20 Padelplätze in ganz Österreich gab, sind es mittlerweile fast 300 an 105 Standorten  – mit einem weiteren starken Wachstum. Anfang 2025 werden in Österreich etwa  50.000 aktive Spieler und Spielerinnen gezählt.
Die APU führt die österreichischen Ranglisten der Damen, Herren und Junioren U14 und U18. Die NextGen & Veterans Padel Bundesliga brachte Nachwuchstalente und erfahrene Spieler und Spielerinnen aus ganz Österreich zusammen. 2024 wurde das Austrian Padel Masters durchgeführt.

## Anzahl der Vereine und Sportstätten
(Quelle: )
- Niederösterreich 37
- Steiermark 13
- Wien 12
- Oberösterreich 10
- Burgenland 6
- Salzburg 6
- Vorarlberg 4
- Tirol 3
- Kärnten 2